# Savannah River Site

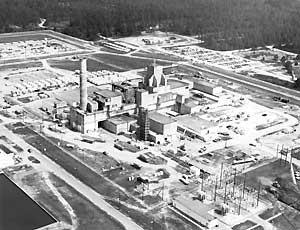
Vue du site (« zone L »), en septembre 1982.

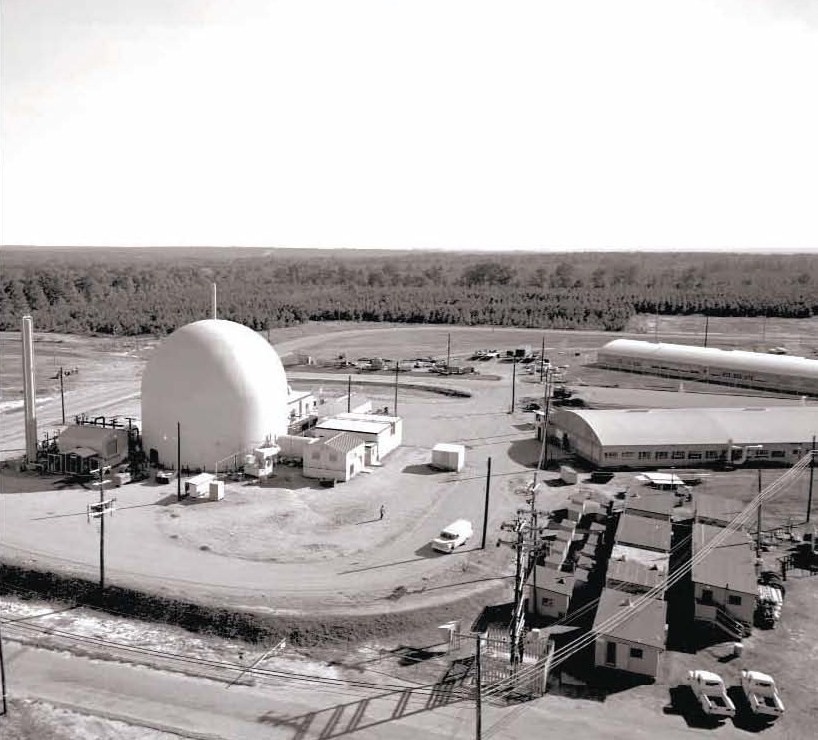
Le HWCTR à Savannah River Site.

Savannah River Site est un centre de traitement de matériaux nucléaires des États-Unis situé en Caroline du Sud sur les comtés d'Aiken, d'Allendale et de Barwnell, au bord de la rivière Savannah et à 25 miles de Augusta en Géorgie. De l'autre côté de la rivière Savannah se trouve la centrale nucléaire de Vogtle en Géorgie.

## Exploitant
Ce centre est exploité pour le département de l'Énergie des États-Unis (United States Department of Energy) par la compagnie "Washington Savannah River" (WSRC), qui est une filiale à 100 % de Washington Group International, affilié à URS Corporation.
Sur le même site, d'autres compagnies partenaires sont installées :
- Bechtel Savannah River, Inc. (BSRI), filiale à 100 % de Bechtel,
- BNG America devenue Energy Solutions, appartenant auparavant à BNFL,
- BWXT Savannah River Company, appartenant à BWX Technologies (en),
- CH2 Savannah River Company, appartenant à CH2M Hill.

## Missions
Ce site a été créé dans les années 1950 pour traiter les matériaux nécessaires au déploiement des armes nucléaires.
Actuellement il n'y a plus aucun réacteur nucléaire opérationnel sur ce site. Ce site a été reconverti dans les activités de recyclage des matériaux fissiles des armes nucléaires.
Les activités futures vont s'orienter vers un large éventail d'activités incluant 
- l'accueil de réacteurs de recherche ;
- un parc de réacteurs pour l'énergie ;
- la fabrication de tritium ;
- une installation pour construire des centrifugeuses pour la prochaine génération d'armes nucléaires.

### Combustible MOX
En août 2007 est lancée la construction d'une usine de production de combustible MOX sur le site de Savannah River pour recycler 34 tonnes de plutonium issu de la guerre froide. Ce projet de recyclage du plutonium s'inscrit dans le cadre d'un accord de non-prolifération nucléaire signé en 2000 par les États-Unis et la Russie intitulé Accord de gestion et de traitement du plutonium (en anglais Plutonium Management and Disposition Agreement ou PMDA). En mai 2008, le DOE a conclu un accord avec Areva portant sur la construction d'une usine de fabrication de combustible MOX. 
Initialement, la fin du chantier de l'usine de Mox est annoncée pour 2016 pour un coût de 4,8 milliards. En 2012, le projet est réévalué à 7,7 milliards et prévu pour une livraison en 2019. En 2017, le projet atteint 17 milliards d’euros et la livraison est reportée en 2048, pour être finalement abandonné fin 2018.

## Sécurité
Wackenhut, filiale G4S, qui est présente sur au moins 5 sites nucléaires américains assure ainsi la sécurité du site de Savannah River dans le cadre d'un contrat de dix ans, attribué en octobre 2009, et d'une valeur de près d'un milliard de dollars. Elle déploie 900 personnes sur ce seul site.

## Recherche
L'Université de Georgie abrite un laboratoire destiné à la recherche environnementale faite sur le cours d'eau et ses annexes et sur le site industriel écopaysagères : le SREL (pour : Savannah River Ecology Laboratory(en)).

## Environnement
Ce site a été pollué par divers radionucléides. Les émissions atmosphériques semblent avoir jusque dans les années 2000 fait l'objet d'un suivi plus fin que les rejets susceptibles de contaminer la nappe et le fleuve. 
Le site a notamment produit du tritium et continue à en relarguer. Or c'est l'un des radionucléides les plus difficiles à confiner par des barrières physiques. 
C'est pourquoi des feuillus et des pins ont été plantés et irrigués avec de l'eau tritiée pour limiter la contamination par le tritium d'un affluent du proche Savannah. Les arbres évapotranspirent efficacement vers l'atmosphère une partie du tritium, mais une autre partie est intégrée dans l'écosystème « forestier » . 
- Les rongeurs piégés dans ce boisement contenaient en effet 34,86 Bq/mL, soit environ 1 740 fois plus de radioactivité que les rongeurs échantillonnés sur un site-témoin proche (0,02 Bq/mL). Au début des années 2000, la teneur totale en tritium du corps des rongeurs capturés sur le site irrigué étaient positivement corrélés avec l'application du tritium et négativement corrélé avec les précipitations sur le site[7], ce qui laisse supposer qu'après les pluies du tritium est néanmoins emporté vers le fleuve ou la nappe d'accompagnement, et d'autre part que les périodes plus fréquente de fortes sécheresses prévues par le GIEC pourraient aggraver certains épisodes de contamination. Les études disponibles pour ce site ne précisent pas s'il y a concentration dans le réseau trophique (chaine alimentaire) via la prédation de ces rongeurs.
- L'année suivante des chercheurs ont voulu déterminer si cette situation était source d'un stress oxydatif pour l'organisme des rongeurs : Des études antérieures avaient estimé la demi-vie biologique du tritium chez des souris à environ 1,13 jour mais le protocole de recherche de cette étude a ensuite été considéré comme non-réaliste. Une nouvelle étude « conçue pour être plus représentative de l'exposition environnementale » a permis à des souris de laboratoire de boire à satiété de l'eau tritiée (activité d'environ 300 Bq/ml pour l'expérience) durant 15 jours. Le stress oxydatif était ici évalué sur la base des comparaisons de l'activité des enzymes antioxydants (catalase, glutathion peroxydase et superoxyde dismutase) de souris exposées et de souris-témoins (non-exposées). La demi-vie biologique du tritium a été déterminée à 2,26 +/- 0,04 jour (près du double des estimations faites antérieurement). Un groupe contrôle irradiées aux rayons X a présenté des réponses aux rayons (activité enzymatique antioxydante) alors qu'aucun  indice d'induction d'un stress oxydatif n'est apparu chez les souris exposées au tritium (à cette concentration de 300 Bq/ml)[8].

## Santé environnementale
Un profil de dose et des débits de dose ont été rétrospectivement reconstitués pour évaluer l'exposition des personnes à divers isotopes radioactifs produits ou présents sur le site (3H, 41Ar, 131I, 234U, 235U, 238U, 238Pu, 239Pu et 240Pu) pour les travailleurs présents des années 1951 à 2001, avec reconstitution rétrospective :
- des doses internes ; estimées sur la base des taux de radionucléides présents dans l'atmosphère en raison des rejets des installations et à la suite de la remise en suspension de particules radioactives à partir du sol ;
- des doses externes ; estimées sur la base des rejets de gaz nobles et la connaissance du rayonnement de fond ambiant. Ce rayonnement a été important du fait des activités abritées par ce site. Les archives météorologiques ont aussi été prises en compte pour estimer l'exposition à divers isotopes radioactifs aéroportés ensuite rapportés à un débit respiratoire moyen supposé de 2 400 m3/an[10].

### Vidéographie
- Building Bombs ; documentaire américain sorti en 1991, produit et dirigé par Mark Mori et Susan J. Robinson, nommé pour l'Academy Award for Best Documentary Feature[11], relatif à la contamination environnementale et des travailleurs du site nucléaire de la Savannah River.